# Lorris
Lorris é uma comuna francesa na região administrativa do Centro, no departamento Loiret. Estende-se por uma área de 45,17 km², com 2.674 habitantes, segundo os censos de 1999, com uma densidade 59.54/km².

## Dados geográficos
População: 2.674 pessoas (1999)
Localização:

Latitude: 47,892 N (47° 53'24")

Longitude: 2,514 L (2° 30'50")

Área: 45,17 km²

Densidade demográfica 59.54/km²
Elevação:

menor: 114 m

central: 121 m

maior: 173 m